# Pierre Tosi
Pour les articles homonymes, voir Tosi.
Pierre Tosi, né le 19 août 1949 à Paris et mort le 1er avril 2019 à Créteil,,, est un coureur cycliste français, professionnel de 1972 à 1977. 

## Biographie
Il a participé à l'élaboration du scénario du film Le Vélo de Ghislain Lambert, sorti en salle en 2001, réalisé par Philippe Harel avec Benoît Poelvoorde, Daniel Ceccaldi et José Garcia. 
Le cycliste Nicolas Fritsch est son neveu.

## Palmarès

### Par année
- 1969
  - Paris-Égreville
- 1970
  - Champion d'Île-de-France militaires de poursuite
- 1971
  - Paris-Saint-Martin-de-Bréthencourt
  - Critérium des Vainqueurs
  - 2e de Paris-Égreville
- 1972
  - 3e du Grand Prix de l'Équipe et du CV 19e
- 1974
  - 2e du Grand Prix de clôture
- 1975
  - 5e de Bordeaux-Paris

### Résultat sur le Tour d'Espagne
1 participation
- 1974 : abandon (3e étape)